# Euthrausta phoenicea
Euthrausta phoenicea är en fjärilsart som beskrevs av Turner 1908. Euthrausta phoenicea ingår i släktet Euthrausta och familjen Tineodidae. Inga underarter finns listade i Catalogue of Life.